# Marpo Brakk
Le Marpo Brakk est une montagne du Pakistan, située dans le Karakoram. Il culmine à 5 300 m d'altitude.